# Gerixeti
Gerixeti (del basc geriza: ombra), és un personatge de la mitologia basca. En alguns punts de Biscaia, és l'ombra la que representa l'ànima morta.

## Explicació
Aquest concepte pot estar relacionat amb la idea de veure l'ombra del caçador amb els seus gossos a la llum de la lluna (ilargi). És la idea que per castigar una bruixa s'ha de sacsejar la seva ombra. Aquesta visió de l'ànima està influenciada pels romans, perquè al País Basc és més habitual associar les ànimes dels difunts amb llum o ràfegues de vent. Erio, el personatge que representa la mort, separa les ànimes dels cossos i, a partir d'aquest moment, les ànimes van a l'inframón. No obstant això, de vegades, a la nit, tornen a casa per ajudar els seus familiars supervivents, per consumir les ofertes que se'ls ofereixen o per resoldre els problemes sense resoldre abans de morir.

## Nom
També és un nom de nen, per tant és masculí segons l'Euskaltzaindia.